# Richard Choirat
Pour les articles homonymes, voir Choirat.
Pas d'image ? Cliquez ici

a Compétitions nationales et continentales officielles uniquement.

Dernière mise à jour le 10 novembre 2019.
Richard Choirat, né le 28 septembre 1984 à Grenoble (Isère), est un joueur de rugby à XV français évoluant au poste de pilier droit.

## Palmarès
- Championnat de France de deuxième division :
  - Vainqueur barrage d'accession (1) : 2016 (Aviron bayonnais)
  - Finaliste barrage d'accession (2) : 2012 et 2013 (Section paloise)
- Championnat de France de première division :
  - Demi-finaliste (2) : 2018 et 2019 (Lyon OU)